# Muelle de Yemanyá

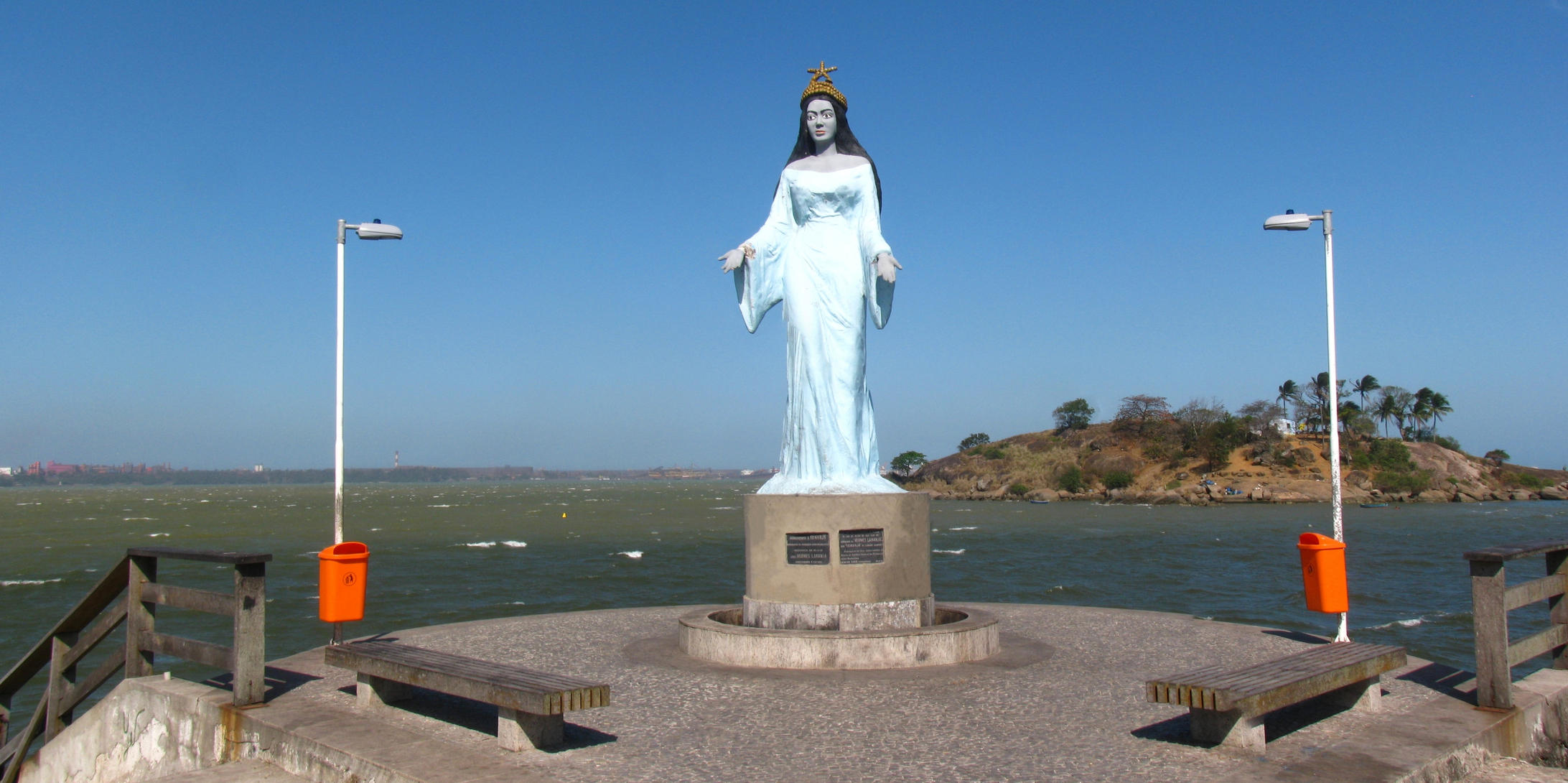
Imagen de Yemanyá al final del muelle.

El muelle de Yemanyá es un punto turístico localizado en la parte continental de la ciudad de Vitória, capital del estado brasileño de Espírito Santo. Es un local de frente para mar de aproximadamente 350 metros de extensión, con anchura variando entre 4,70 metros y 4,10 metros, donde está instalada la estatua de Yemanyá, divinidad de las religiones de matriz africana.
El local fue idealizado para atenuar problemas de erosión en la playa de Camburi originados por atierros realizados en el Puerto de Tubarão, localizado al final de la orilla de la playa. El monumento es considerado un espacio para la comunidad espirita capixaba y símbolo de la identidad afrobrasileña presente en Espírito Santo, la estatua fue construida en hormigón armado y fue inaugurada el día dos de febrero de 1988.

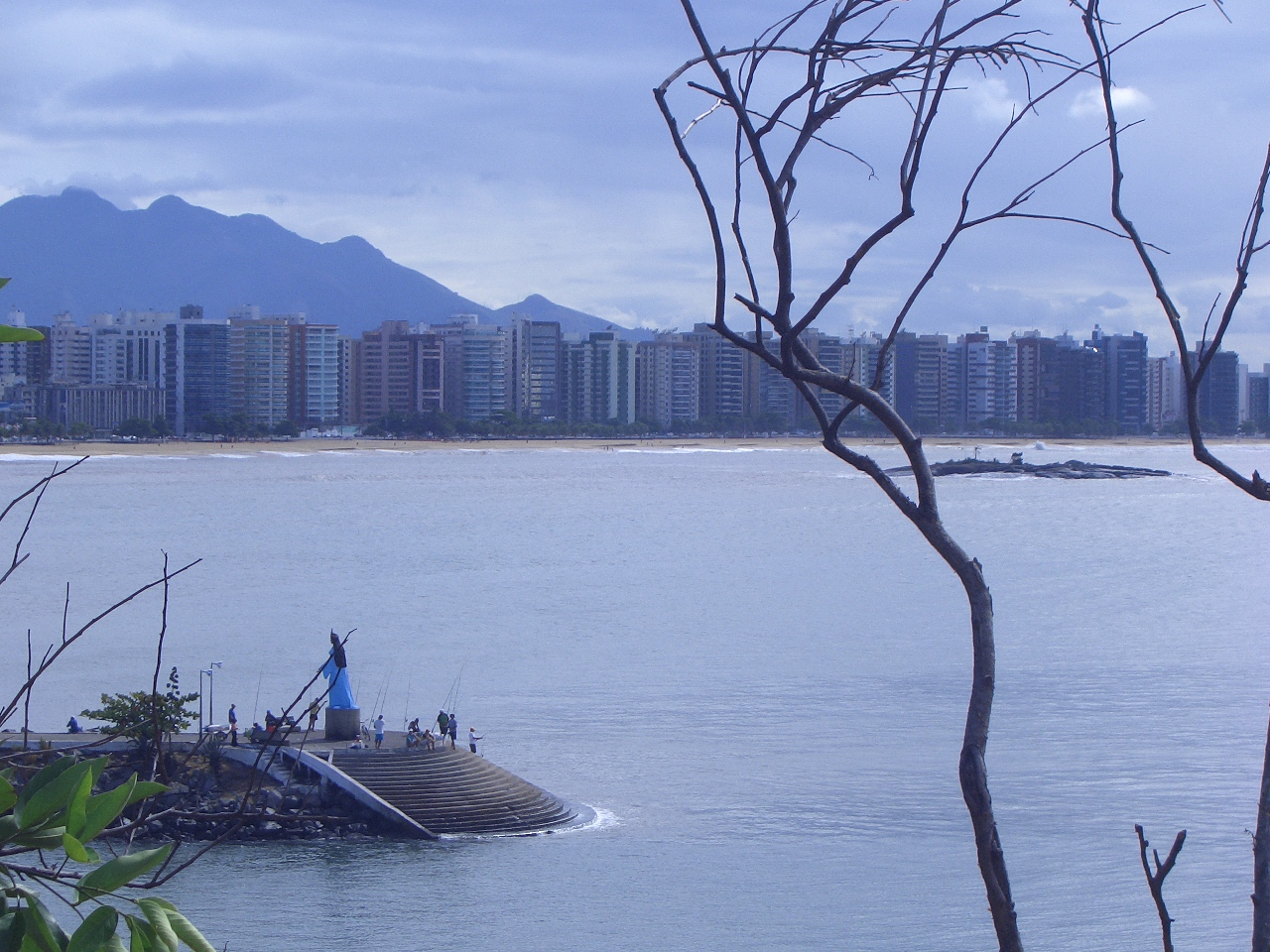
Muelle de Yemanyá y playa de Camburi.

Recientemente pasó por obras de revitalización, fueron instalados miradores de los dos lados del muelle, bancos para descanso, piso en piedra portuguesa limitado en las laterales por un rango de granizo ceniza y un velatorio junto al pedestal de la imagen.
Es un local muy utilizado para pesca, devoción religiosa, caminada y observación de las tortugas marinas en el litoral capixaba. 